# Seola
Kim Hyun-jung (en hangul: 김현정 (); Hapjeong-dong, Mapo-gu, Seúl, 24 de diciembre de 1994), conocida profesionalmente como Seola (en hangul: 설아 (); estilizada como SeolA), es una cantante, compositora y actriz surcoreana, conocida por formar parte del grupo femenino surcoreano WJSN.

## Carrera

### 2016-2017: Debut con WJSN y debut como actriz
Seola fue revelada como miembro de WJSN y su "Sweet Unit" el 24 de diciembre de 2015. WJSN debutó el 25 de febrero de 2016, con el lanzamiento de su EP debut Would You Like?, incluidos los sencillos principales "Mo Mo Mo" y "Catch Me".
En agosto de 2016, Seola, junto con los miembros del grupo Exy, Soobin, Eunseo, Cheng Xiao, Yeoreum y Dayoung colaboraron con sus compañeros de sello Monsta X para formar la unidad "Y-Teen". Y-teen era un grupo proyecto que se promocionaba como modelos de CF para el servicio de tarifas telefónicas de KT, y lanzaba EP, videos musicales y varios contenidos de entretenimiento.
En noviembre de 2017, Seola hizo su debut actoral cuando fue elegida para un papel secundario en el corto webdrama Good Morning Double-Decker Bus de Naver TV.

### 2018-presente: WJMK, The Black y debut en solitario
El 2 de mayo de 2018, Starship Entertainment y Fantagio colaboraron para formar una unidad especial de cuatro miembros llamada WJMK, compuesta por miembros de sus respectivos grupos de chicas WJSN y Weki Meki. El grupo está compuesto por cuatro miembros: Yoojung, Doyeon, Seola y Luda. El 1 de junio de 2018, lanzaron el sencillo "Strong" junto con un video musical.
El 14 de junio de 2018, Seola lanzó "Love Virus" para la banda sonora de What's Wrong with Secretary Kim junto a su compañera de agencia Kihyun. En junio de 2019, Seola protagonizó el drama web In-Out Sider de Naver TV como Jung So-min, un ícono del primer amor de los estudiantes, que tiene de todo, desde apariencia, personalidad y estudios. En agosto de 2020, Seola protagonizó la serie original de Netflix Goedam. En abril de 2021, se formó la segunda subunidad de WJSN llamada The Black, con Seola y sus compañeras Exy, Bona y Eunseo. En junio de 2021, Seola fue elegida como la protagonista femenina del drama web Love in Black Hole como el personaje Eunha, quien encuentra un agujero blanco en su habitación y busca rastros de la persona que le gusta. En enero de 2022, Seola lanzó "100 Percent" para la banda sonora de Best Mistake 3, con su compañera de grupo Yeonjung. En abril de 2023, Seola fue seleccionada como DJ en Station Z de KBS Radio.
El 23 de enero de 2024, Seola hizo su debut en solitario con el álbum sencillo Inside Out.

## Discografía

### Álbumes sencillo
| Título     | Detalles | Posiciones máximas en el gráfico | Ventas        |
| Título     | Detalles | COR                              | Ventas        |
| ---------- | --- | -------------------------------- | ------------- |
| Inside Out | - Fecha de lanzamiento: 23 de enero de 2024 - Discográfica: Starship Entertainment - Formatos: CD, descarga digital, streaming | 8                                | - COR: 39,342 |

### Sencillos
| Título       | Año  | Posición máxima en el gráfico | Álbum               |
| Título       | Año  | COR DL                        | Álbum               |
| ------------ | ---- | ----------------------------- | ------------------- |
| "Flower"     | 2023 | 160                           | Sencillos sin álbum |
| "Teddy Bear" | 2023 | 58                            | Sencillos sin álbum |
| "Without U"  | 2024 | 28                            | Inside Out          |

### Apariciones en bandas sonoras
| Título                                                                                       | Año  | Posición máxima en el gráfico | Álbum                               |
| Título                                                                                       | Año  | COR DL                        | Álbum                               |
| -------------------------------------------------------------------------------------------- | ---- | ----------------------------- | ----------------------------------- |
| "Love Virus" (con Kihyun)                                                                    | 2018 | 67                            | What's Wrong with Secretary Kim OST |
| "See Saw" (con Park Kyung)                                                                   | 2020 | —                             | Backstreet Rookie OST               |
| "At the End of the Day"                                                                      | 2021 | 129                           | Growing Season OST                  |
| "Happy Ending is Mine"                                                                       | 2021 | 158                           | Love in Black Hole OST              |
| "100 Percent" (con Yeonjung)                                                                 | 2022 | 132                           | Best Mistake 3 OST Part 1           |
| "Lover"                                                                                      | 2022 | 137                           | Summer Strike OST Part 8            |
| "By My Side"                                                                                 | 2023 | —                             | The Beloved Little Princess OST     |
| "Stay" (con Taeyoung de Cravity)                                                             | 2023 | 189                           | Man and Woman OST Part 1            |
| "—" denota lanzamientos que no aparecieron en las listas o que no se lanzaron en esa región. |      |                               |                                     |

### Créditos en la composición
Todos los créditos de las canciones están adaptados de la base de datos de la Asociación de Derechos de Autor de Música de Corea, a menos que se indique lo contrario.
| Año  | Artista  | Canción   | Álbum                  | Música                                                       | Música |              |           |                        |                                                              |
| ---- | -------- | --------- | ---------------------- | ------------------------------------------------------------ | ------ | ------------ | --------- | ---------------------- | ------------------------------------------------------------ |
| Año  | Artista  | Canción   | Álbum                  | 2020                                                         | WJSN   | "Our Garden" | Neverland | Jinli (Full8loom), Exy | Glory Face (Full8loom), Jinli (Full8loom), HARRY (Full8loom) |
| 2021 | "New Me" | Unnatural | Jinli (Full8loom), Exy | Glory Face (Full8loom), Jinli (Full8loom), HARRY (Full8loom) | WJSN   |              |           |                        |                                                              |

## Videografía

### Videos musicales
| Año  | Título      | Director(es)      | Duración | Ref.          |
| ---- | ----------- | ----------------- | -------- | ------------- |
| 2024 | "Without U" | Studio GA.ZE SOZE | 3:14     | [ 29 ] [ 30 ] |

## Filmografía

### Películas
| Año  | Título      | Rol    | Notas                  | Ref.          |
| ---- | ----------- | ------ | ---------------------- | ------------- |
| 2022 | Urban Myths | Ji-hye | Segmento: "El Armario" | [ 31 ] [ 32 ] |

### Televisión
| Año  | Título             | Rol      | Notas              | Ref.   |
| ---- | ------------------ | -------- | ------------------ | ------ |
| 2017 | Chicago Typewriter | Sí misma | Cameo (Episodio 3) | [ 33 ] |

### Series web
| Año  | Título                         | Rol       | Ref.          |
| ---- | ------------------------------ | --------- | ------------- |
| 2017 | Good Morning Double-Decker Bus | Shi Young | [ 6 ]         |
| 2019 | In-Out Sider                   | Somin     | [ 34 ]        |
| 2020 | Goedam                         | Min Young | [ 35 ]        |
| 2021 | Love in Black Hole             | Eunha     | [ 36 ] [ 37 ] |

### Programas de televisión
| Año  | Título              | Rol         | Notas                                                        | Ref.   |
| ---- | ------------------- | ----------- | ------------------------------------------------------------ | ------ |
| 2018 | King of Mask Singer | Concursante | Usando el nombre artístico "Observatory" (Episodios 173-174) | [ 38 ] |